# ¡Qué me dices!
¡Qué me dices! (¡QMD!) va ser un programa de televisió dedicat a l'actualitat de la premsa rosa, produït per Globomedia per a la cadena espanyola Telecinco, que ho va emetre del 27 de juliol de 1995 al 12 de juliol de 1998. Estava presentat per Belinda Washington (1963) i José Antonio Botella, Chapis (1960).

## Revista QMD
Arran de l'èxit de l'espai televisiu, en 1997 va sortir al mercat la revista setmanal ¡Qué Me Dices!, El corazón más divertido que, seguint l'esperit del programa, s'aproxima a l'actualitat del cor des d'una perspectiva més àcida i desenfada. Malgrat la desaparició del programa televisiu, la revista ha continuat publicant-se per Hachette Filipacchi. Dirigida per Javier Huerta des de 2000 al 2011, és un dels mitjans escrits de major difusió a Espanya (per sobre dels 250.000 exemplars setmanals, segons OJD) i també de major audiència, amb prop de 1,2 milions de lectors en la tercera ona de l'Estudi General de Mitjans de 2008. El 2018 tenia una difusió de 88.700 exemplars i uns 242.000 lectors. El 4 de desembre de 2021 amb el número 1290 finalitza la venda de la revista en els quioscos tot i que es continua distribuint amb el diari 'la Razón' fins al número 1293 de 25 de desembre de 2021 que és quan acaba d'editar-se en paper .

## Premis i nominacions

### 1995
- Premi TP d'Or 1995 al millor programa de varietats.

### 1996
- Premi TP d'Or 1996 al millor magazín

Nominació al TP d'Or a la millor presentadora per Belinda Washington.

### 1997
- Premi TP d'Or 1997 a la millor presentadora per Belinda Washington.